# شانتال ون لاندیگهم
شانتال ون لاندیگهم (انگلیسی: Chantal Van Landeghem؛ زادهٔ ۵ مارس ۱۹۹۴) ورزشکار ورزش شنا اهل کانادا است.
وی در مسابقات کشوری و بین‌المللی در مجموع برندهٔ ۲ مدال طلا، ۱ مدال نقره و ۶ مدال برنز شده‌است.